# Kerk van de Oud Gereformeerde Gemeenten in Nederland (Oostburg)
De Kerk van de Oud Gereformeerde Gemeenten in Nederland is een kerkgebouw in de tot de Nederlandse gemeente Sluis behorende plaats Oostburg, gelegen aan Zuidzandestraat 63.
Het kerkje werd gebouwd in 1958 ten behoeve van de gemeente der Oud Gereformeerde Gemeenten in Nederland en is een sober bakstenen gebouw met een kenmerkend zeshoekig venster boven de ingangsdeur. Architect was C.M. Zuydweg. De betreffende gemeente ontstond in 1922.